# «Ревизор» с вышибанием
«„Ревизор“ с вышибанием» — фельетон Михаила Булгакова, написанный в 1924 году. С февраля 1923 года Булгаков работал в московской газете «Гудок», сменив там несколько должностей. Став штатным журналистом, он опубликовал в газете более ста фельетонов. «„Ревизор“ с вышибанием» представляет собой миниатюрную вариацию по мотивам комедии Николая Гоголя «Ревизор». Персонажи и отсылки к творчеству любимого булгаковского писателя содержатся и в других его произведениях. Фельетон был впервые напечатан в газете «Гудок» с подзаголовком «Новая постановка» (1924, 24 декабря), сопровождался эпиграфом из сообщения рабочего корреспондента и списком действующих лиц.

## Сюжет
В клубе при станции N Донецких железных дорог начинается спектакль «Ревизор». На сцене — Городничий, Земляника и другие действующие лица. Суфлёр, сидящий в будке, шёпотом читает текст пьесы, актёры его повторяют. Внезапно на сцене появляется взъерошенный человек во френче, с разорванным воротом. Это член клуба. Актёры, стараясь не выходить из ролей, подсказывают ему, как найти выход, но тот мечется и путается в декорациях. Следом появляется член правления клуба, облачённый в пиджак и красный галстук. Он пытается схватить безбилетника, который, однако, громко протестует: «Вы не имеете права. Я — член!». Возникает суматоха, Городничий прерывает спектакль, член клуба падает в оркестровую яму, развеселившаяся публика свистит и зовёт милицию.

## История создания и публикации
Михаил Булгаков переехал в Москву в конце сентября 1921 года, где сменил несколько мест работы. В феврале 1922 года был напечатан его репортаж в газете «Правда», но недостаточно политически «выдержанная» статья не позволила ему там закрепиться. Писатель начал сотрудничать с несколькими изданиями. Во второй половине февраля 1922 года его приняли на должность репортёра в недавно открытую газету «Рабочий» («Рабочая газета»), где он проработал два года до трудоустройства в издание профсоюза рабочих железнодорожного транспорта «Гудок». Там с февраля 1923 года Булгаков работал литобработчиком писем (редактором, перерабатывающим поступившие материалы), рабкором (от рабочий корреспондент — нештатный корреспондент печатного издания из рабочей среды), а позднее стал штатным фельетонистом. В «Гудке» было опубликовано более ста его фельетонов.
Булгаков рассказывал о работе в газете, что в дневные часы он писал новостные заметки о торговле и промышленности, а по ночам сочинял фельетоны. Фельетонисты «Гудка», как правило, черпали темы из сообщений рабкоров, оповещавших газету о всевозможных недостатках. В одном из писем, присланных в редакцию, содержалась краткая информация: «У нас в клубе член правления за шиворот ухватил члена клуба и выбросил его из фойе». Как заметил литературовед Виктор Петелин, одной строки оказалось достаточно, чтобы «воображение Булгакова „заработало“». Рассказ, эпиграфом к которому стала рабкоровская фраза (с пометкой «Письмо рабкора с одной из станций Донецкой дор.»), был опубликован в «Гудке» 24 декабря 1924 года на странице 4, где обычно помещались фельетоны. После эпиграфа был помещён список действующих лиц (Городничий, Земляника, Ляпкин-Тяпкин, Хлопов, Член правления клуба, Член клуба, Суфлёр, Публика, Голоса). В 1976 году рассказ был переведён на английский язык и напечатан в журнале «The Russian Literature Triquarterly» (переводчик — американский славист Карл Рэй Проффер). В 1981 году он был включён в русскоязычный сборник Булгакова «Ранняя неизвестная проза», изданный в ФРГ. Фельетон включался в различные сборники, антологии и собрания сочинений писателя.

## Художественное своеобразие
Для Булгакова написание фельетонов стало своеобразным прологом к самостоятельной работе над произведениями для театра — сатирические миниатюры, нередко представлявшие собой сценки или небольшие пьесы, помогали ему осваивать технику жанра. Они сочинялись молниеносно (Михаил Афанасьевич утверждал, что «в полчаса всё заканчивалось») и были близки к театральным импровизациям. Занимательность и актуальность жанра дали писателю возможность создать в газете «фельетонный театрик Булгакова». При написании коротких сатирических пьес Булгаков нередко использовал классические произведения, привлекая хрестоматийных героев в качестве персонажей нового времени. Так, связь с Гоголем присутствует в фельетоне «„Ревизор“ с вышибанием», который исследователи называют «крошечной вариацией на мотивы „Ревизора“». В этой миниатюрной пьесе Булгаков не только обыграл известный сюжет, но и применил театральный приём под названием «сцена на сцене». По словам театроведа Елены Кухты, появление во время спектакля члена клуба озадачивает актёров, но не зрителей, уверенных в том, что перед ними — Хлестаков. Зато последовавший чуть позже выход члена правления клуба — Хлестакова № 2 — заставляет публику стать соучастниками действа.
Парадокс развалившегося спектакля заключается в том, что он состоялся: Хлестаковы явились и «катастрофа» — всеобщий скандал — налицо, а значит, «Ревизор» сыгран.
Филолог Мария Кривошейкина отмечала жанровое разнообразие фельетонов Булгакова, написанных для «Гудка». Она назвала их беллетризованными и классифицировала по использованной автором форме. Такие сатирические рассказы как «Сильнодействующее средство», «Ревизор» с вышибанием", «По телефону», «Кулак бухгалтера» она отнесла к фельетонам-пьесам. Также она отметила, что Булгаков использовал не только отсылки к произведениям Гоголя, но и его способ «комедийного сюжетосложения». Это проявилось и в фельетоне «Ревизор с вышибанием». В композиционном плане сюжет «пьески» оформлен посредством приёма «сцена на сцене»: «в клубе при станции № разыгрывают „Ревизора“. В спектакль, неспешно продвигающийся под мурлыканье суфлёра, влетает член клуба со страшным воплем. Парадокс сорванного спектакля заключается в том, что он все-таки состоялся: Хлестаковы явились, и „катастрофа“ — всеобщий скандал — налицо, а, значит, „Ревизор“ сыгран». Литературовед Василий Новиков пришёл к выводу, что многие работы Булгакова в жанре фельетона имеет драматургическую основу. Они насыщены острыми сюжетными положениями, имеющими гротескный характер. «Монологическая и диалогическая форма содержит резко очерченные фразеологические портреты персонажей, от имени которых ведётся рассказ». При этом некоторые из фельетонов автора представляют собой «готовые водевили». В числе таких произведений Новиков назвал «Спиритический сеанс», «Электрическая лекция», «Сильно-действующее средство», «Ревизор» с вышибанием".
Гоголевские герои появлялись и в других фельетонах Булгакова. К примеру, в «Похождениях Чичикова» (1922) в нэпмановскую Москву направлялись ожившие персонажи «Мёртвых душ», а фельетон «Как бутон женился» (1922), написанный по жалобе рабкора о том, что в одном из учреждений провизионные билеты выдавались только женатым сотрудникам, обыгрывал сюжет комедии «Женитьба». Литературовед Вера Химич писала, что использование литературных отсылок позволяло Булгакову вести с читателем литературную игру, «сотворчество»: «Автор запускает механизм взаимосвязи и взаимопереклички множества явных и скрытых цитат, образов, фабул, переводя их с „французского на эзоповский“ и намеренно создавая „насыщенный культурный раствор“, который должен прийтись по вкусу читателю». Это достигается, помимо прочего, узнаванием известного текста и использовалось в названиях ряда произведений мастера: «Похождения Чичикова», «Просвещение с кровопролитием», «Рассказ Макара Девушкина», «„Ревизор“ с вышибанием», «Летучий голландец». Кроме фельетонов Булгаков обращался к творчеству своего любимого писателя и в других своих работах: киносценарии «Похождения Чичикова, или Мёртвые души» и «Ревизор». Одним из средств гоголевской поэтики, применяемых в произведениях Булгакова, является использование канцелярита в сатирических целях при изображении действительности. Это имеет место в повестях «Похождениях Чичикова» и «Дьяволиаде», романе «Мастер и Маргарита», таких рассказах, как «Двуликий Чемс», «При исполнении святых обязанностей», «Ревизор с вышибанием» и других. Литературовед Сергей Комаров отметил, что одной из тем фельетона стал вопрос культуры, образованности в советском обществе 1920-х годов. Этой проблематикой затронуты и произведения писателя на театральные сюжеты. Так, «драка между» членом правления клуба" и «членом клуба» перешла на сцену во время постановки гоголевской комедии. Вследствие этого «бессмертное творение» приобретает новый смысл.